# سیارک ۲۰۱۸۰
سیارک ۲۰۱۸۰ (به انگلیسی: 20180 Annakoleny، نامگذاری:1996YG1)۲۰۱۸۰مین سیارک کشف شده‌است که در ۲۷ دسامبر ۱۹۹۶ کشف شد.